# وایت اوک وست (اوهایو)
وایت اوک وست (به انگلیسی: White Oak West) یک منطقهٔ مسکونی در ایالات متحده آمریکا است که در شهرستان همیلتون، اوهایو واقع شده‌است. وایت اوک وست ۳٫۵ کیلومتر مربع مساحت و ۲٬۹۳۲ نفر جمعیت دارد.